# Escándalo de espionaje en WhatsApp
El Escándalo de espionaje en WhatsApp fue un ataque cibernético que sufrió la Aplicaciones de mensajería WhatsApp por el virus Pegasus.
El 30 de octubre de 2019, la empresa matriz de WhatsApp, Meta Platforms confirmó que Pegasus, un sofisticado software de espionaje desarrollado por el Grupo NSO de Israel, se utilizó para atacar a periodistas, activistas, abogados y altos funcionarios gubernamentales de la India. Se cree que los periodistas y activistas fueron objeto de vigilancia durante un período de dos semanas hasta mayo, cuando se celebraron las elecciones nacionales indias.
El escándalo de espionaje salió a la luz después de que WhatsApp presentara un caso en el tribunal federal del Distrito Norte de California contra el grupo NSO, alegando que el grupo NSO había desarrollado el software utilizado para infectar 1400 dispositivos con malware.
El Ministerio de TI de la India solicitó una respuesta detallada de WhatsApp sobre el tema. Respondieron que habían alertado al gobierno en dos ocasiones: una en mayo y la segunda en septiembre de 2019. En respuesta a la orden del gobierno indio, WhatsApp informó al Equipo de Respuesta a Emergencias Informáticas de la India en mayo y septiembre que el software espía Pegasus afectaba a los usuarios indios de WhatsApp.
El partido Congreso Nacional Indio alegó que el gobierno liderado por Narendra Modi ha sido sorprendido espiando a periodistas, activistas, abogados y altos funcionarios gubernamentales. Luego, alegaron que sus líderes, incluida la secretaria general Priyanka Gandhi, también están siendo atacados por esto. También afirmaron que WhatsApp envió mensajes a diferentes personas cuyos teléfonos fueron pirateados. También se recibió uno de esos mensajes del WhatsApp de Priyanka Gandhi hace unos meses.
El ex director financiero de Infosys TV Mohandas Pai también exigió al gobierno que investigue el escándalo y presente un informe ante el público.